# Peuples d'Éthiopie

Répartition des peuples en Éthiopie en 1991 (l'Érythrée en faisant encore partie à cette date)

Les peuples d'Éthiopie sont depuis 1991 à la base du «fédéralisme ethnique» autour duquel est structurée l'organisation interne du pays, l'Érythrée s'étant toutefois séparée de l'Éthiopie en 1993). Les régions administratives sont nommées à partir de déterminants « ethniques » présumés caractériser la majorité des habitants.
Lors du recensement de 1994, les Oromos et les Amharas représentaient respectivement 32,1 % et 30,2 % de la population, et ils étaient les ethnies les plus nombreuses. On dénombrait aussi les Afars (7 %), les Tigrés (4,2 %), les Somalis (4,0 %), les Gurages (4,3 %), les Sidamas (3,4 %) ou les Welaytas (2 %) qui ensemble représentaient près de 25 % des Éthiopiens, et d'autres groupes encore moins nombreux.

## Les différents peuples
| Peuple                                                                                              | Nombre     | Langue                                        | Religion                                       | Étendue géographique                                                                                    |
| --------------------------------------------------------------------------------------------------- | ---------- | --------------------------------------------- | ---------------------------------------------- | --- |
| Oromos (Arsi, Gabbra, Garreh, Ittu, Karrayyu, Macha, Orma, Rendille, Tulama, Wallega, Wallo, Yejju) | 34 575 008 | Oromo                                         | Islam sunnite, orthodoxe, protestantisme, Waka | Régions Oromia et Amhara                                                                                |
| Amharas                                                                                             | 20 769 985 | Amharique                                     | Orthodoxe, islam sunnite, protestantisme       | Région Amhara                                                                                           |
| Afars                                                                                               | 1 769 002  | Afar                                          | Islam sunnite                                  | Région Afar                                                                                             |
| Tigréens                                                                                            | 5 151 998  | Tigrinya                                      | Orthodoxe, islam sunnite, protestantisme       | Région Tigré                                                                                            |
| Somalis (Hawiye, Dir, Darod)                                                                        | 5 598 002  | Somali                                        | Islam sunnite                                  | Région Somali                                                                                           |
| Gurages, Silt'e                                                                                     | 2 300 000  | Soddo, Inor, Mesqan, Mesmes (en), Silt'e, Zay | Orthodoxe, islam sunnite                       | Région sud d'Addis-Abeba                                                                                |
| Sidamas                                                                                             | 4 000 000  | Sidamo                                        | Traditionnelle, christianisme                  | Zone Sidama de la Région des nations, nationalités et peuples du Sud                                    |
| Welaytas                                                                                            | 1 300 000  | Wolaytta                                      | Traditionnelle, christianisme                  | Zone Semien Omo de la Région des nations, nationalités et peuples du Sud                                |
| Hadiya                                                                                              | 930 000    | Hadiya                                        | Christianisme, islam sunnite                   | Zone Hadiya de la Région des nations, nationalités et peuples du Sud                                    |
| Gamo                                                                                                | 720 000    | Gamo-Gofa-Dawro                               | Islam sunnite, traditionnelle                  | Zone Semien Omo de la Région des nations, nationalités et peuples du Sud, Arba Minch et ses alentours   |
| Gedeo                                                                                               | 640 000    | Gedeo                                         | Traditionnelle, protestantisme, Islam sunnite  | Zone Gedeo de la Région des nations, nationalités et peuples du Sud                                     |
| Kaffas                                                                                              | 600 000    | Kafa                                          | Traditionnelle, islam sunnite, protestantisme  | zone de l'ancienne province Kaffa dans la Région des nations, nationalités et peuples du Sud            |
| Kambatta                                                                                            | 500 000    | Kambatta                                      | Christianisme, islam sunnite                   | Zone Gurage, Kembata Alaba et Tembaro, Hadiya                                                           |
| Awi                                                                                                 | 400 000    | Awngi, Amharique                              | Traditionnelle                                 | Sud ouest du Lac Tana dans la région Amhara                                                             |
| Kullo                                                                                               | 330 000    | Gamo-Gofa-Dawro                               | Islam sunnite                                  | Zone Semien Omo dans la Région des nations, nationalités et peuples du Sud, Arba Minch et ses alentours |
| Gofa                                                                                                | 240 000    | Gamo-Gofa-Dawro                               | Traditionnelle                                 | Zone Semien Omo de la Région des nations, nationalités et peuples du Sud, Arba Minch et ses alentours   |
| Boranas                                                                                             | 200 000    | Borana                                        | Traditionnelle, islam sunnite                  | Sud de l'Éthiopie                                                                                       |
| Bench                                                                                               | 173 000    | Bench                                         | Traditionnelle, christianisme                  | Ancienne province Kaffa dans la Région des nations, nationalités et peuples du Sud                      |
| Qemant                                                                                              | 170 000    | Qimant, Amharique                             | orthodoxe, judaïsme                            | Nord ouest du Lac Tana                                                                                  |
| Yem                                                                                                 | 166 000    | Yemsa                                         | Traditionnelle, christianisme                  | Au nord de Jimma et Yemma dans la Région des nations, nationalités et peuples du Sud                    |
| Kamir                                                                                               | 158 000    | Xamtanga                                      | Christianisme                                  | Région Amhara                                                                                           |
| Aari                                                                                                | 155 000    | Aari                                          | Traditionnelle, christianisme                  | Zone Debub Omo dans la Région des nations, nationalités et peuples du Sud                               |
| Konsos                                                                                              | 153 000    | Konso                                         | Traditionnelle                                 | Région des nations, nationalités et peuples du Sud                                                      |
| Alaba                                                                                               | 126 000    | Alaba                                         | Islam sunnite, christianisme                   | Sud ouest du Lac Shala                                                                                  |
| Gumuz                                                                                               | 121 000    | Gumuz                                         | Traditionnelle, islam sunnite, christianisme   | Frontière du Soudan, région Benishangul-Gumaz                                                           |
| Berta                                                                                               | 119 000    | Berta                                         | Islam sunnite                                  | Frontière du Soudan, région Benishangul-Gumaz                                                           |
| Koorete                                                                                             | 108 000    | Koorete                                       | Traditionnelle                                 | Zone Sidama de la Région des nations, nationalités et peuples du Sud                                    |
| Timbaro                                                                                             | 86 000     | Kambatta                                      | Christianisme, islam sunnite                   | Zone Gurage de la Région des nations, nationalités et peuples du Sud                                    |
| Nuer                                                                                                | 65 000     | Nuer, Arabe                                   | Traditionnelle                                 | Région Gambela                                                                                          |
| Argobba                                                                                             | 63 000     | Argobba, Oromo, Amharique                     | Islam sunnite                                  | Agglomérations isolées dans les zones Semien Shewa, Debub Wollo et au sud-est de Harar                  |
| Gidole                                                                                              | 54 000     | Dirasha                                       | Traditionnelle                                 | Ouest de la Région des nations, nationalités et peuples du Sud                                          |
| Mocha                                                                                               | 54 000     | Shekkacho                                     | Traditionnelle, christianisme                  | Zone Bench Maji de la Région des nations, nationalités et peuples du Sud                                |
| Me'en                                                                                               | 53 000     | Me'en                                         | Traditionnelle, christianisme                  | Près de la rivière Omo dans la Région des nations, nationalités et peuples du Sud                       |
| Basketo                                                                                             | 51 000     | Basketo                                       | Christianisme                                  | Zone Semien Omo de la Région des nations, nationalités et peuples du Sud                                |
| Konta                                                                                               | 50 000     | Gamo-Gofa-Dawro                               |                                                | |
| Burji                                                                                               | 47 000     | Burji                                         | Christianisme, islam sunnite                   | Sud du Lac Chamo dans la Région des nations, nationalités et peuples du Sud                             |
| Male                                                                                                | 46 000     | Male                                          | Traditionnelle                                 | Zone Debub Omo de la Région des nations, nationalités et peuples du Sud                                 |
| Anuak                                                                                               | 46 000     | Anyua                                         | Traditionnelle                                 | Région Gambela                                                                                          |
| Hamers                                                                                              | 42 000     | Hamer-Banna                                   | Traditionnelle, christianisme                  | Zone Debub Omo de la Région des nations, nationalités et peuples du Sud                                 |
| Libido                                                                                              | 38 000     | Libido                                        | Islam sunnite                                  | Zones Hadiya, Kembata et Gurage de la Région des nations, nationalités et peuples du Sud                |
| Qabena                                                                                              | 35 000     | Qabena                                        | Christianisme, islam sunnite                   | Zones Hadiya, Kembata et Gurage de la Région des nations, nationalités et peuples du Sud                |
| Gawwada                                                                                             | 34 000     | Gawwada                                       | Traditionnelle                                 | Ouest du Lac Chamo, Région des nations, nationalités et peuples du Sud                                  |
| Shinasha                                                                                            | 33 000     | Boro, Amharique, Oromo                        | Christianisme                                  | Sud ouest de la région Amhara                                                                           |
| Dassanetchs                                                                                         | 32 000     | Daasanach                                     | Traditionnelle, christianisme                  | Lac Turkana dans la Région des nations, nationalités et peuples du Sud                                  |
| Dorzés                                                                                              | 29 000     | Dorzé                                         | Traditionnelle                                 | Chencha, Arba Minch                                                                                     |
| Sheko                                                                                               | 24 000     | Sheko                                         | Traditionnelle, christianisme                  | Zone Bench Maji de la Région des nations, nationalités et peuples du Sud                                |
| Saho                                                                                                | 23 000     | Saho                                          | Islam Sunnite                                  | Région Tigré                                                                                            |
| Harari                                                                                              | 23 000     | Harari                                        | Islam sunnite                                  | Harar                                                                                                   |
| Dizi                                                                                                | 22 000     | Dizi                                          | Christianisme                                  | Zone Bench Maji de la Région des nations, nationalités et peuples du Sud                                |
| Melo                                                                                                | 20 000     | Melo                                          | Traditionnelle                                 | Zone Semien Omo de la Région des nations, nationalités et peuples du Sud                                |
| Surmas                                                                                              | 20 000     | Surma                                         | Traditionnelle                                 | Zone Bench Maji de la Région des nations, nationalités et peuples du Sud                                |
| Mao                                                                                                 | 16 000     | Bambassi Anfillo, Oromo, Hozo, Kwama          | Traditionnelle, Islam sunnite                  | Sud de la région Benishangul-Gumaz, Ouest de la région Oromia                                           |
| Majangir                                                                                            | 15 000     | Majang                                        | Traditionnelle, christianisme                  | Une partie des régions Gambela et Oromaa                                                                |
| Oyda                                                                                                | 14 000     | Oyda                                          | Traditionnelle                                 | Sud ouest de Sawla, Région des nations, nationalités et peuples du Sud                                  |
| Nyangatom                                                                                           | 14 000     | Nyangatom                                     | Traditionnelle                                 | Zone Debub Omo de la Région des nations, nationalités et peuples du Sud                                 |
| She                                                                                                 | 13 000     | Bench                                         | Traditionnelle, christianisme                  | Région des nations, nationalités et peuples du Sud                                                      |
| Zayse                                                                                               | 11 000     | Zayse-Zergulla                                | Traditionnelle                                 | Ouest du Lac Chamo, Région des nations, nationalités et peuples du Sud                                  |
| Tsamay                                                                                              | 10 000     | Tsamai                                        | Traditionnelle                                 | Ouest du Lac Chamo, Région des nations, nationalités et peuples du Sud                                  |
| Mosiye                                                                                              | 9 200      | Bussa                                         | Traditionnelle                                 | Ouest du Lac Chamo, Région des nations, nationalités et peuples du Sud                                  |
| Fadashi                                                                                             | 7 300      | Fadashi                                       | Islam sunnite                                  | Région Benishangul-Gumaz                                                                                |
| Chara                                                                                               | 7 000      | Chara                                         | Traditionnelle                                 | Région des nations, nationalités et peuples du Sud                                                      |
| Arborés                                                                                             | 6 600      | Arbore                                        | Islam sunnite                                  | Lac Chew Bahir, Région des nations, nationalités et peuples du Sud                                      |
| Dime                                                                                                | 6 200      | Dime                                          | Islam sunnite                                  | Région des nations, nationalités et peuples du Sud                                                      |
| Bodi                                                                                                | 4 700      | Me'en                                         | Traditionnelle, christianisme                  | Région des nations, nationalités et peuples du Sud                                                      |
| Nao                                                                                                 | 4 000      | Nayi, Kafa                                    | Traditionnelle                                 | Région des nations, nationalités et peuples du Sud                                                      |
| Mursis                                                                                              | 3 300      | Mursi                                         | Traditionnelle                                 | Sud ouest de Jinka, Région des nations, nationalités et peuples du Sud                                  |
| Kachama                                                                                             | 2 700      | Kachama-Ganjule                               | Traditionnelle                                 | Gidicho, île sur le Lac Abaya                                                                           |
| Kunama                                                                                              | 2 000      | Kunama                                        | Islam sunnite                                  | Camps de réfugié à la frontière de l'Érythrée                                                           |
| Koma                                                                                                | 1 500      | Ganza                                         | Traditionnelle                                 | Frontière du Soudan                                                                                     |
| Mer                                                                                                 | 1 200      | Bench                                         | Traditionnelle, christianisme                  | Région des nations, nationalités et peuples du Sud                                                      |
| Ganjule                                                                                             | 1 100      | Kachama-Ganjule                               |                                                | Rive ouest du Lac Chamo                                                                                 |
| Zergulla                                                                                            | 390        | Zayse-Zergulla                                | Traditionnelle                                 | Ouest du Lac Chamo, Région des nations, nationalités et peuples du Sud                                  |
| Karos                                                                                               | 300        | Karo                                          | Traditionnelle                                 | Près de la rivière Omo dans la Région des nations, nationalités et peuples du Sud                       |
| Shita                                                                                               | 290        | Opuuo                                         | Traditionnelle                                 | Frontière du Soudan                                                                                     |
| Gamila                                                                                              | 184        | Boro, Amharique, Oromo                        |                                                | Sud ouest de la région Amhara                                                                           |
| Kwegu                                                                                               | 165        | Kwegu, Bodi, Mursi                            | Traditionnelle                                 | Quelques villages sur les rives de l'Omo                                                                |
| Kwama                                                                                               | 140        | Kwama, Oromo                                  | Islam sunnite                                  | Région Benishangul-Gumaz                                                                                |
| Gobato                                                                                              | 67         | Gobato                                        | Islam sunnite                                  | Frontière du Soudan, région Benishangul-Gumaz, le long de la rivière Didessa                            |
| Mabaan                                                                                              | 21         | Mabaan                                        | Traditionnelle                                 | Frontière du Soudan                                                                                     |

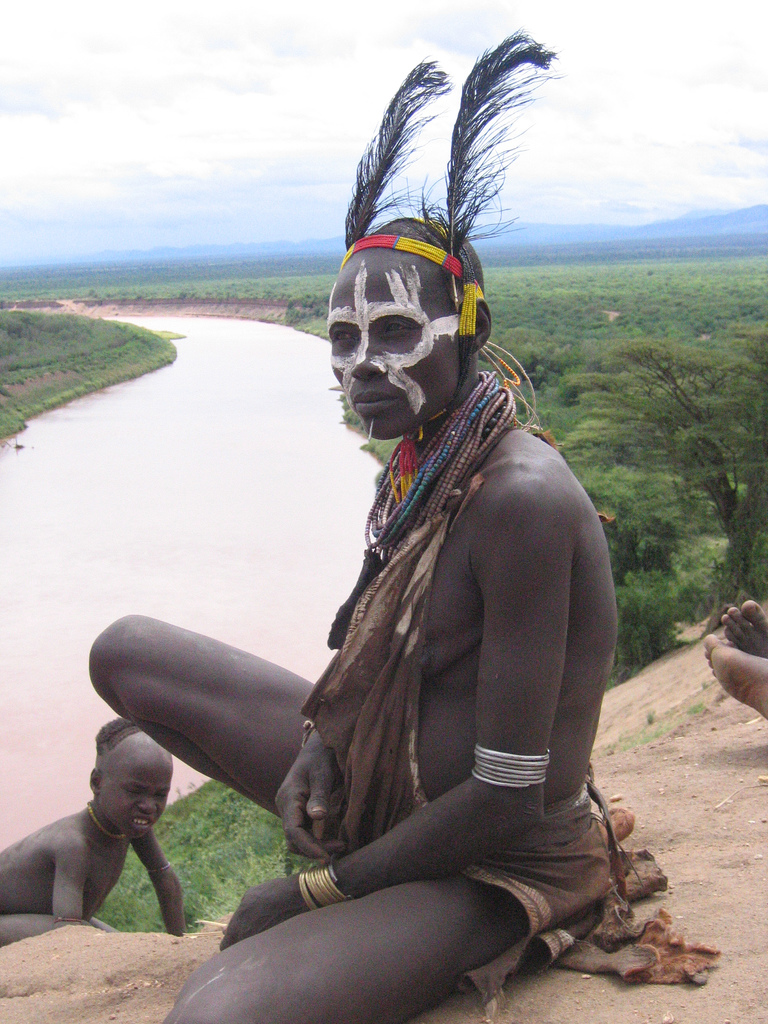
Femme karo.
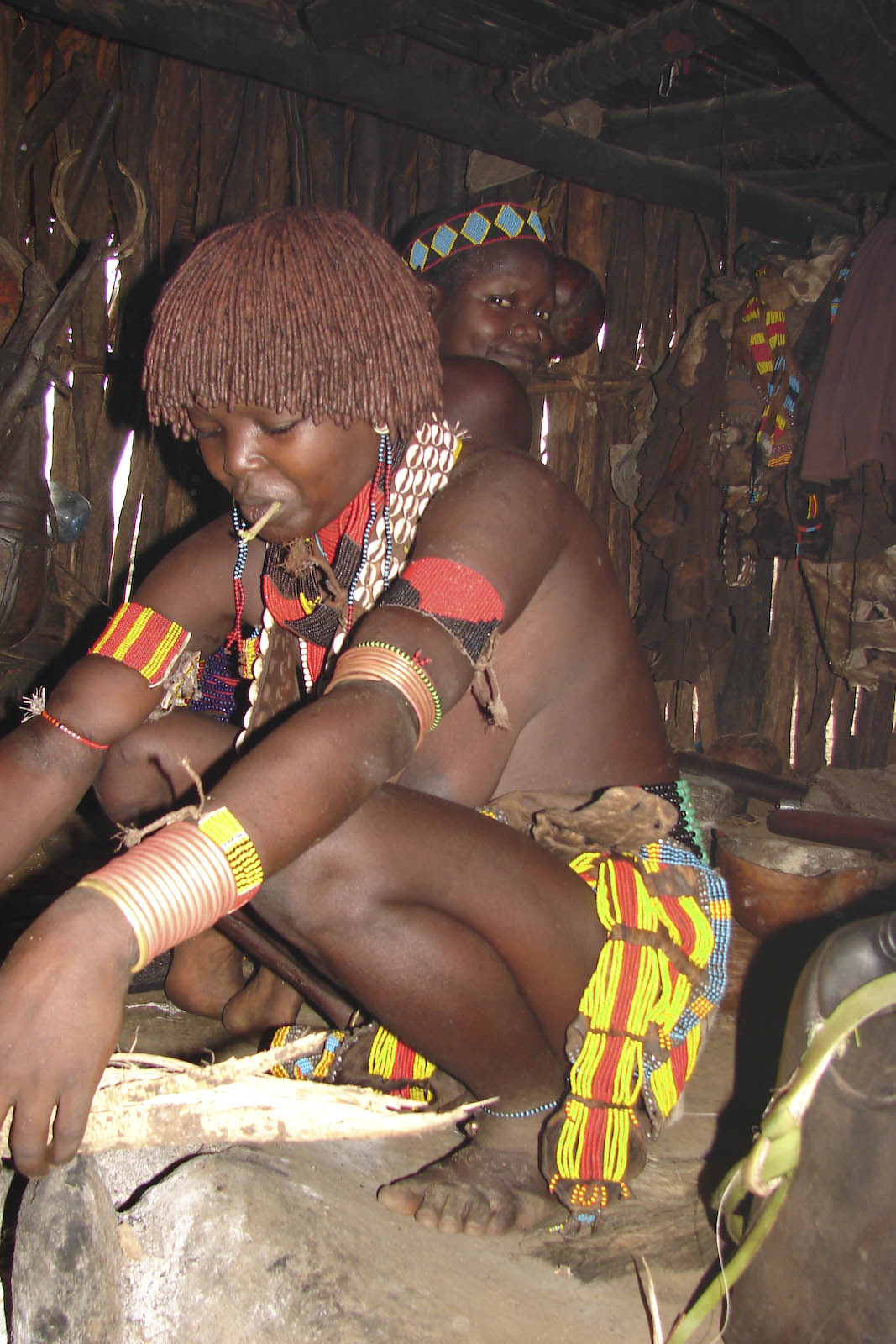
Femme hamer.
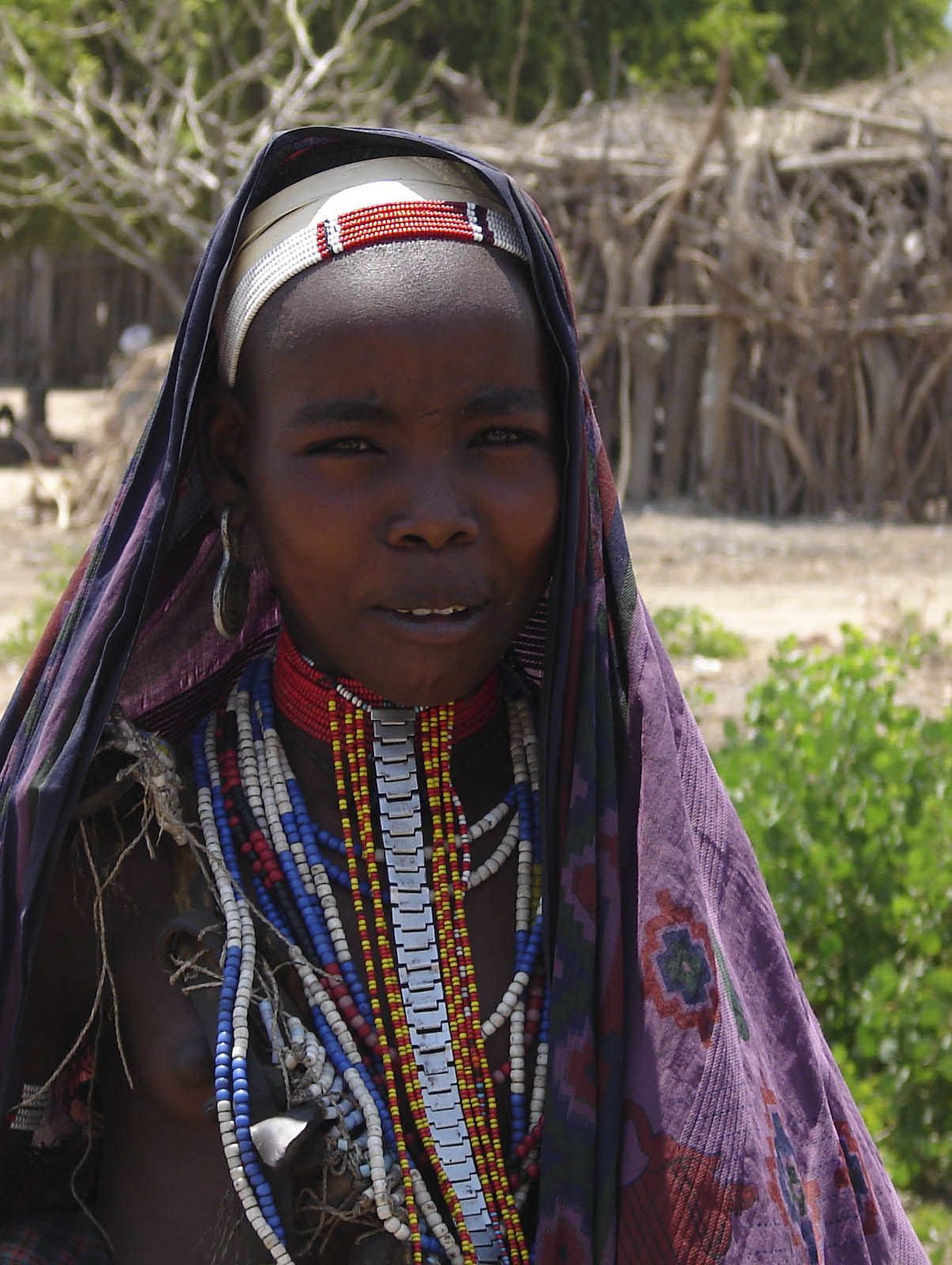
Femme arboré.
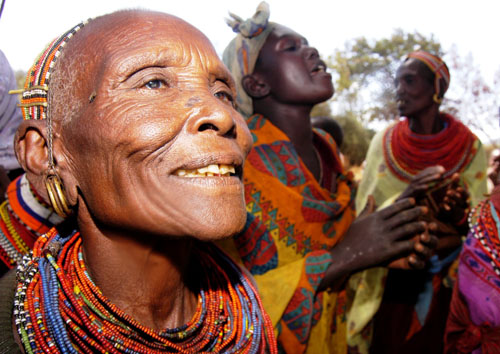
Femme borana.
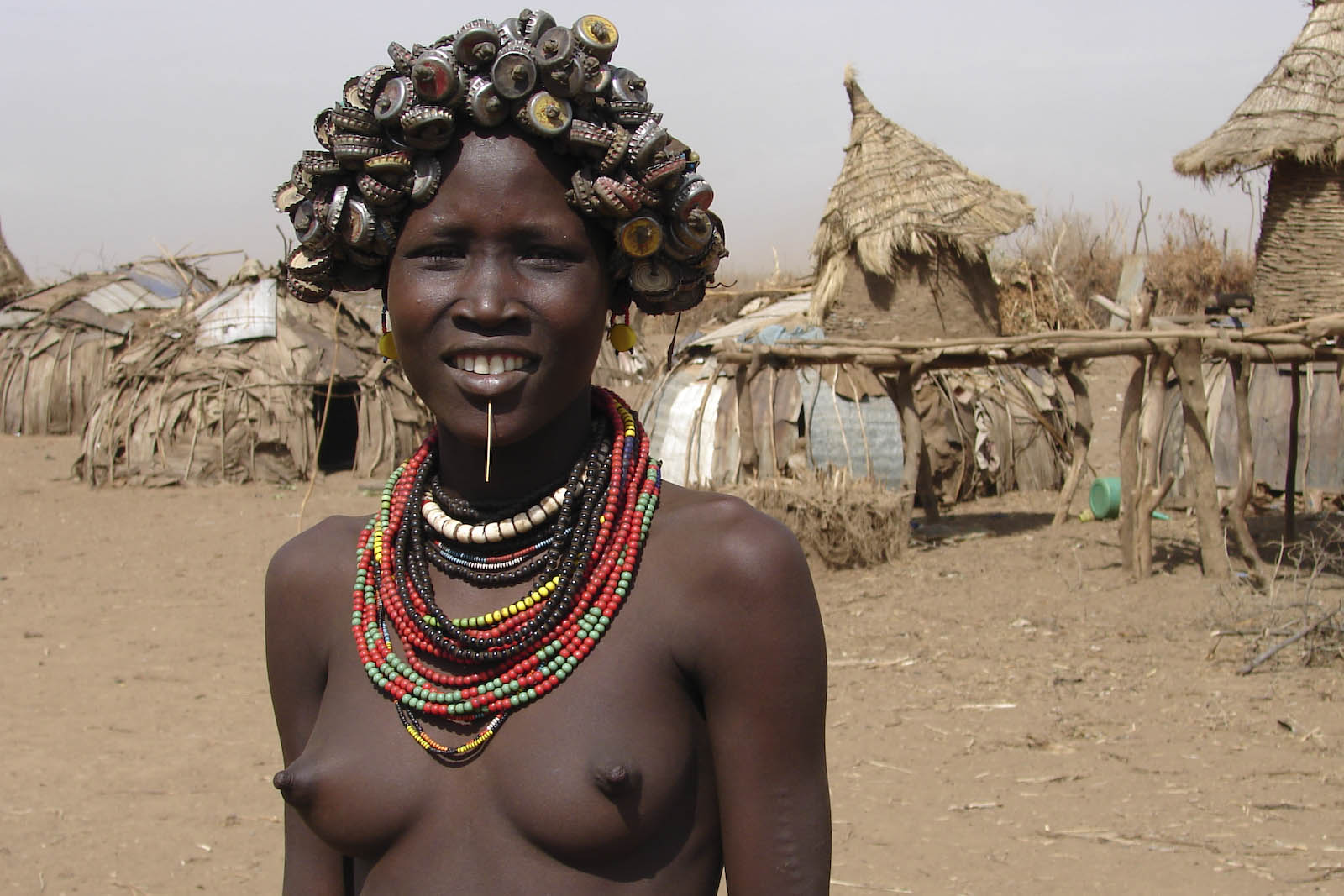
Femme dassanetch.
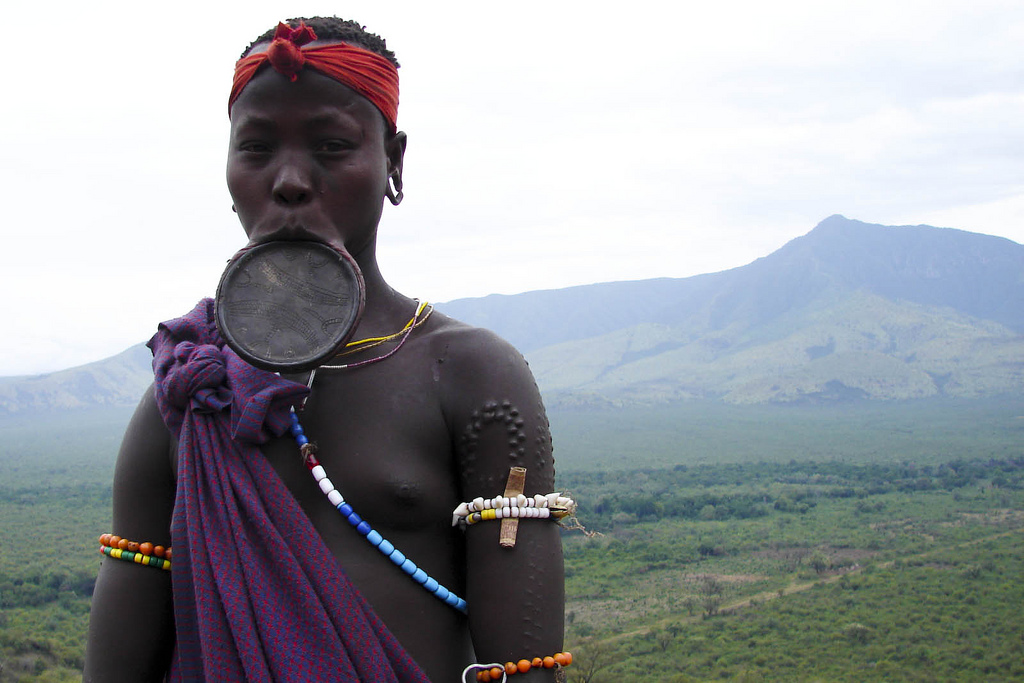
Femme mursi.